# 阿施巴赫河 (韋恩河支流)
49°59′53.35″N 9°48′37.05″E / 49.9981528°N 9.8102917°E

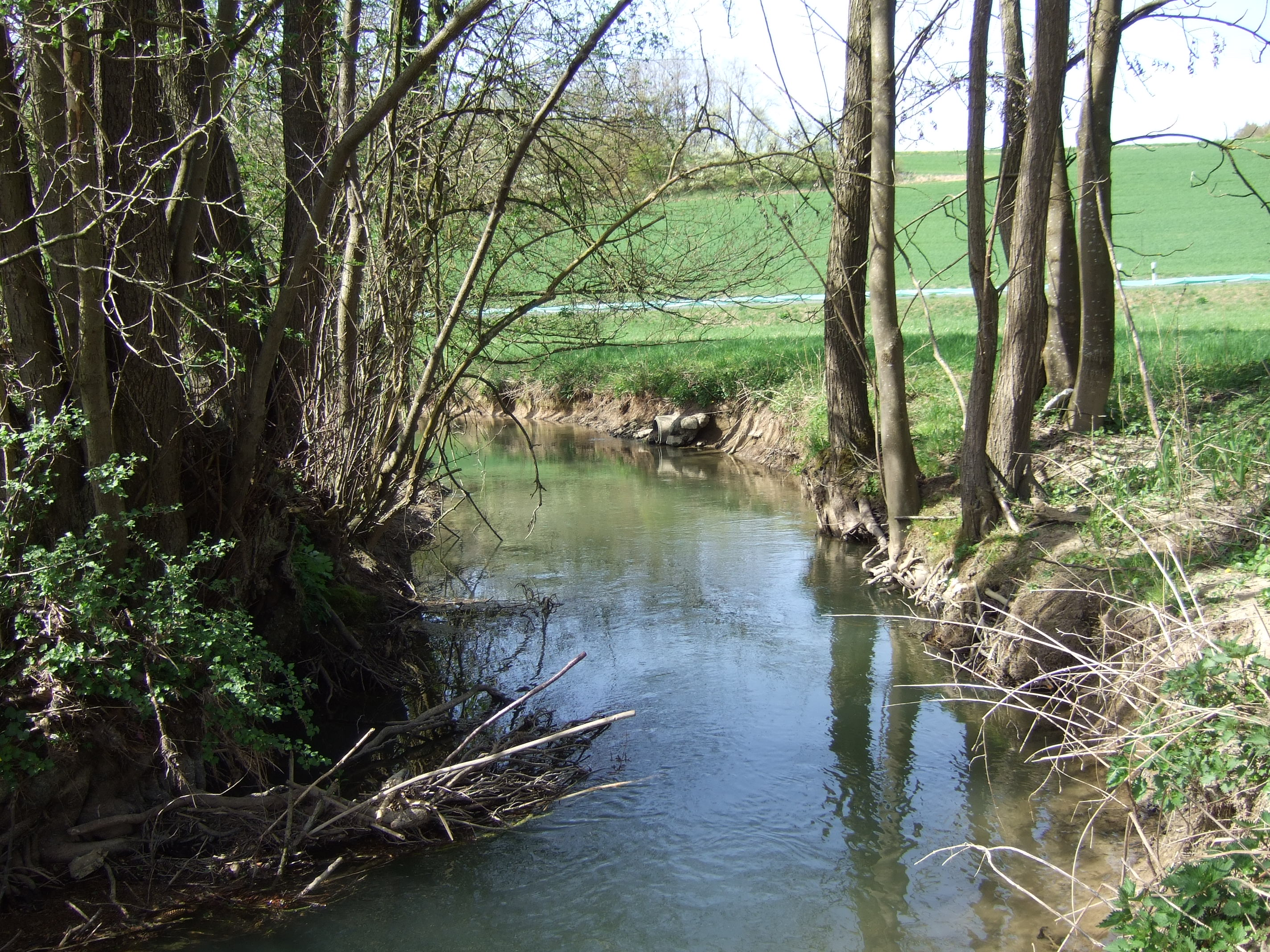

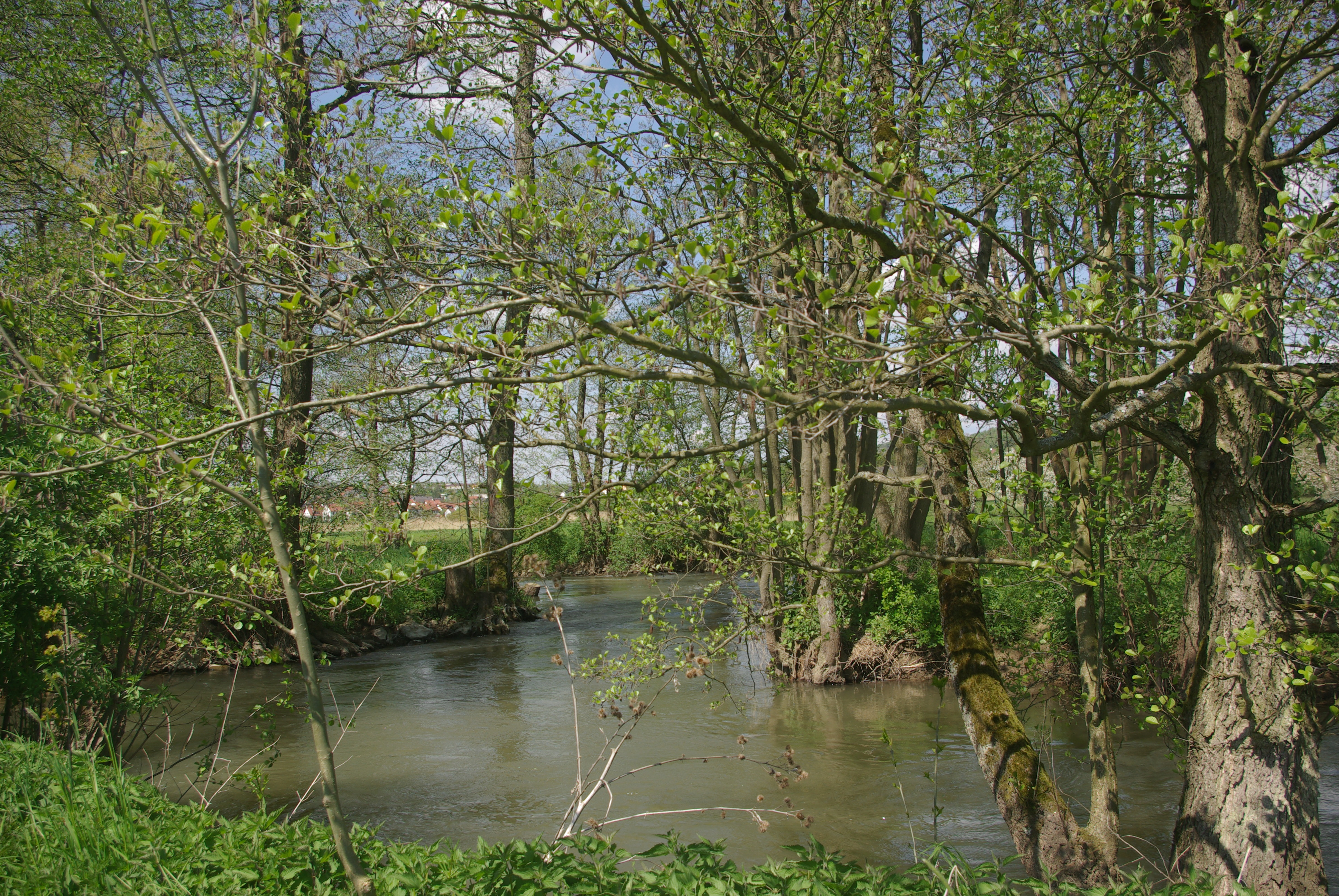

阿施巴赫河（德語：Aschbach），是德國的河流，位於該國東南部，由巴伐利亞負責管轄，屬於韋恩河的右支流，河道全長13.2公里，河口處在奧伊森海姆以西。